# Переулок Академика Патона (Киев)
Переулок Академика Патона (укр. Провулок Академіка Патона) — переулок в Подольском районе города Киева, местность Ветряные горы. Пролегает от Западинской улицы до проспекта Правды.

## История
Возникла в середине XX века под названием 725-я Новая улица. Современное название в честь советского учёного Евгения Патона — с 1955 года. Переулок был ликвидирован в 1980-х годах, но фактически существует.

## Застройка
Застройка улицы нежилая — представлена одним домом (№ 1), где размещено Исследовательско-конструкторское бюро «Геофизприбор» (Геофізприлад, ЧАО «ДКБ ГП»). Есть жилые дома, которые относятся к проспекту Правды.